# Enterobacter
Enterobacter is een geslacht van bacteriën in de familie Enterobacteriaceae. Bij uitzondering is Enterobacter niet het typegeslacht van de familie, hoewel de naamgeving dit suggereert, maar wel het geslacht Escherichia.
Het geslacht is in 1960 opgericht door E. Hormaeche en P.R. Edwards. De typesoort is Enterobacter cloacae (Jordan 1890) Hormaeche & Edwards 1960 (oorspronkelijke naam: Bacillus cloacae).
Het zijn rechte staafvormige bacteriën, die motiel zijn dankzij hun flagellen. Net als andere geslachten in de familie Enterobacteriaceae zijn het gramnegatieve, facultatief anaerobische bacteriën. Ze groeien snel op laboratoriummedia. Ze vergisten glucose en produceren daarbij zuren en gassen.
Een aantal soorten zijn gekende pathogenen en veroorzakers van ziekenhuisinfecties. De meest voorkomende daarvan is Enterobacter cloacae, zo genoemd omdat ze in riolen werd ontdekt. E. sakazakii, als nieuwe soort beschreven in 1980, is vergelijkbaar met E. cloacae wat betreft biochemische reacties, maar onderscheidt zich ervan onder meer door de productie van geel pigment. Deze soort blijkt verantwoordelijk voor de uitbraak van neonatale meningitis in ziekenhuizen. Die trad met name op bij premature baby's of baby's in intensieve zorgen, die besmette voeding kregen toegediend.

## Soorten
In 2018 werden volgende soorten tot het geslacht gerekend:
- E. aerogenes
- E. agglomerans
- E. amnigenus
- E. arachidis
- E. asburiae
- E. bugandensis
- E. cancerogenus
- E. cloacae met ondersoorten E. cloacae subsp. cloacae en E. cloacae subsp. dissolvens
- E. cowanii
- E. gergoviae
- E. helveticus
- E. hormaechei met ondersoorten E. hormaechei subsp. hormaechei, E. hormaechei subsp. oharae en E. hormaechei subsp.  steigerwaltii
- E. intemedius
- E. kobei
- E. ludwigii
- E. massiliensis
- E. mori
- E. muelleri
- E. nimipressuralis
- E. oryzae
- E. oryzendophyticus
- E. oryziphilus
- E. pulveris
- E. pyrinus
- E. radicincitans
- E. sacchari
- E. sakazakii
- E. siamensis
- E. soli
- E. tabaci
- E. taylorae
- E. turicensis
- E. xiangfangensis